# Kirkfield Park
Pour les articles homonymes, voir Kirkfield.
Circonscription électorale provinciale du Canada
Kirkfield Park est une circonscription électorale provinciale du Manitoba (Canada).
La circonscription est entourée au nord par Assiniboia, à l'est par St. James, au sud-est par Tuxedo, au nord par Assiniboia, et au sud et à l'ouest par Roblin.

## Liste des députés
| Kirkfield Park                                        | Kirkfield Park                                        | Kirkfield Park                                        | Kirkfield Park                                        | Kirkfield Park                                        | Kirkfield Park                                        |
| Nom                                                   | Nom                                                   | Parti                                                 | Mandat                                                | Législature                                           |                                                       |
| Circonscription issue de Sturgeon Creek et Assiniboia | Circonscription issue de Sturgeon Creek et Assiniboia | Circonscription issue de Sturgeon Creek et Assiniboia | Circonscription issue de Sturgeon Creek et Assiniboia | Circonscription issue de Sturgeon Creek et Assiniboia | Circonscription issue de Sturgeon Creek et Assiniboia |
| ----------------------------------------------------- | ----------------------------------------------------- | ----------------------------------------------------- | ----------------------------------------------------- | ----------------------------------------------------- | ----------------------------------------------------- |
|                                                       | Gerrie Hammond                                        | Progressiste-conservateur                             | 1981 - 1986                                           | 32e                                                   |                                                       |
|                                                       | Gerrie Hammond                                        | Progressiste-conservateur                             | 1986 - 1988                                           | 33e                                                   |                                                       |
|                                                       | Gerrie Hammond                                        | Progressiste-conservateur                             | 1988 - 1990                                           | 34e                                                   |                                                       |
|                                                       | Eric Stefanson                                        | Progressiste-conservateur                             | 1990 - 1995                                           | 35e                                                   |                                                       |
|                                                       | Eric Stefanson                                        | Progressiste-conservateur                             | 1995 - 1999                                           | 36e                                                   |                                                       |
|                                                       | Eric Stefanson                                        | Progressiste-conservateur                             | 1999 - 2000                                           | 37e                                                   |                                                       |
|                                                       | Stuart Murray (en)                                    | Progressiste-conservateur                             | 2000 - 2003                                           | 37e                                                   |                                                       |
|                                                       | Stuart Murray (en)                                    | Progressiste-conservateur                             | 2003 - 2006                                           | 38e                                                   |                                                       |
|                                                       | Sharon Blady                                          | Néo-démocrate                                         | 2007 - 2011                                           | 39e                                                   |                                                       |
|                                                       | Sharon Blady                                          | Néo-démocrate                                         | 2011 - 2016                                           | 40e                                                   |                                                       |
|                                                       | Scott Fielding                                        | Progressiste-conservateur                             | 2016 - 2019                                           | 41e                                                   |                                                       |
|                                                       | Scott Fielding                                        | Progressiste-conservateur                             | 2019 - 2022                                           | 42e                                                   |                                                       |
|                                                       | Kevin Klein (en)                                      | Progressiste-conservateur                             | 2022- 2023                                            | 42e                                                   |                                                       |
|                                                       | Logan Oxenham (en)                                    | Néo-démocrate                                         | 2023 - présent                                        | 43e                                                   |                                                       |